# László I av Ungern
László I, eller Ladislaus I, "den helige", född cirka 1040 i Krakow, Polen, död 29 juli 1095, var kung av Ungern mellan 1077 och 1095.

## Biografi
Han var son till Béla I och Rikissa, dotter till den polske kungen Mieszko. Ladislaus tillhörde Árpáddynastin.
Ladislaus kom till Ungern 1048, men 1059 måste han fly tillbaka till Krakow från Andreas I.
Till 1085 levde han ett mycket riskabelt liv. Han deltog i slag och ofta måste han fly från olika högadligas egna arméer.
Under hans och hans sons, Kolomans, regering stabiliserades feodalismen i Ungern. Ladislaus införde stränga lagar, exempelvis bestraffade man hönsstöld (och stöld i allmänhet till värde av en höna) med död - om gärningsmannen inte flydde till en kyrka. Det fanns en stor skillnad i bestraffning av vanligt folk och adliga. Vanligt folk bestraffades huvudsakligen med döden i fall av stöld, men adelmän straffade bara med tvångsarbete.
De som påträffades utövande hedniska seder måste betala mycket. De som inte gick till kyrkan på söndagarna bestraffades kroppsligen.
Ladislaus skyddade Ungern från en kumansk invasion och utvidgade Ungern i sydvästlig riktning, genom att erövra Kroatien och Slovenien. Bysans intressen skadades därmed och de hetsade kumaner att åter angripa Ungern, varför Ladislaus måste avbryta erövringarna i Kroatien.

## Eftermäle
Ladislaus blev heligförklarad 1192.